# Albert Vergés
Albert Vergés (Tortosa, Baix Ebre, 1967) és un artista català. És de formació artística autodidacta. Pertany a una generació d'artistes que ha evolucionat a cavall entre dos mons: les disciplines clàssiques i les noves formes d'expressió artística.
La seva primera exposició va ser la col·lectiva Anatomies de l'Ànima a la Fundació Joan Miró l'any 1997. Un any després va fer la seva primera exposició individual a Madrid, a la galeria Ynguanzo i l'any 1999 va arribar la seva primera individual a Barcelona a la Galeria Ambit. L'any 2001, va fer la exposició Burlant Echelon a Ambit Galeria d'Art. L'any 2003 va crear la serie "MKT Mix" que va exposar a Barcelona. i a la II Bienal de València.
Des dels seus inicis l'obra pictòrica de Vergés s'ha caracteritzat per l'ús del codi binari com a eina d'expressió. En les seves obres introduiex missatges codificats per explicar allò que vol transmetre. De formació polifacètica la seva activitat professional com a realitzador audiovisual, l'ha portat a participar en diferents projectes audiovisuals i a formar la seva productora audiovisual.
L'abril del 2021, va fer una campanya-exposició als carrers de Barcelona de la serie Fake.Democracy L'acció es basava amb la col·locació de 1.000 cartells de les peces de la serie amb la impressió "Fake-Democracy" com a subtitol de cada peça.

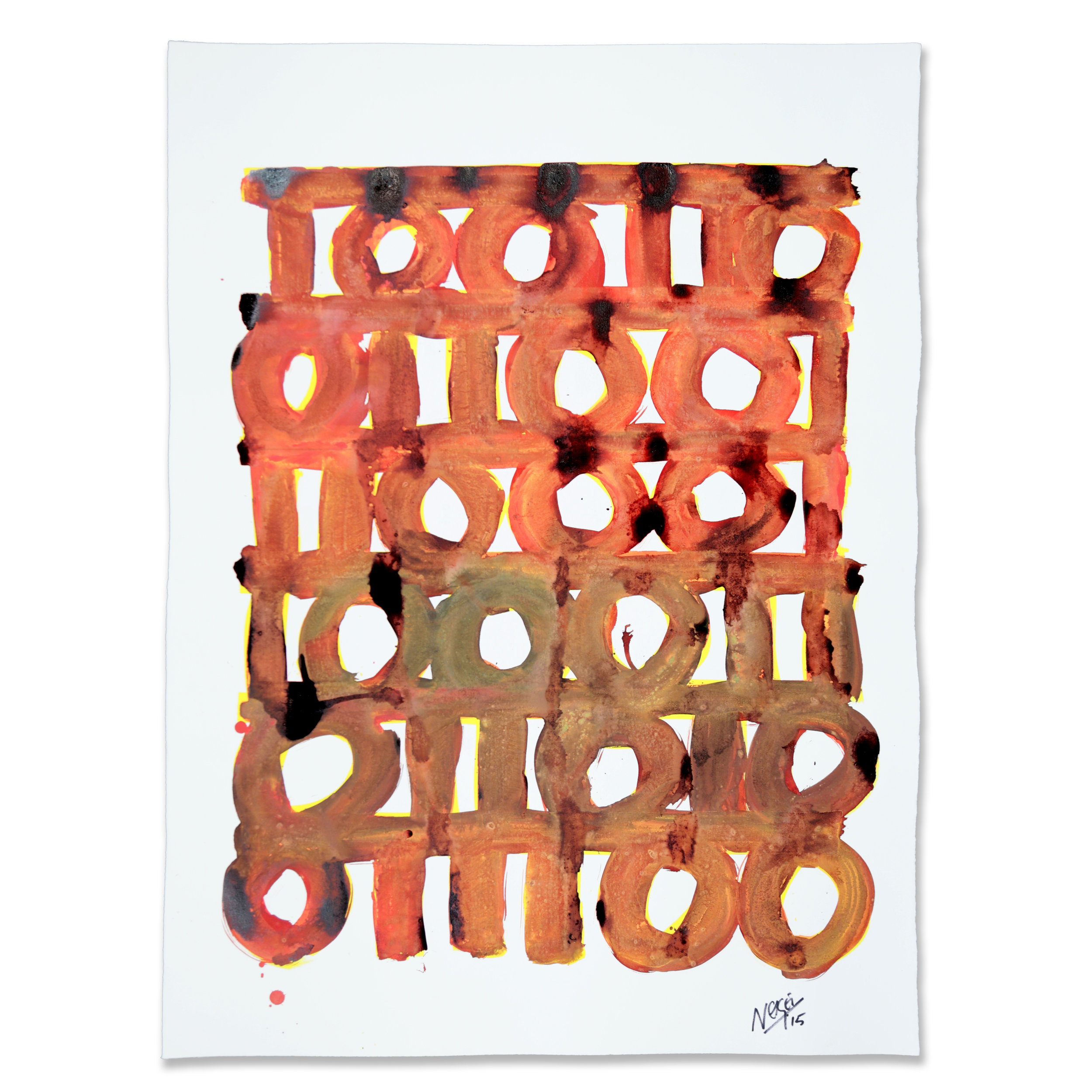
Albert Vergés. Autoretrat (2015). Obra Sobre paper.

## Obres en col·leccions
- «Albert Vergés».   Fundació Vilà Casas.
- «Fundació Banc Sabadell».